# Dicranomyia (Dicranomyia) flavidella
Dicranomyia (Dicranomyia) flavidella is een tweevleugelige uit de familie steltmuggen (Limoniidae). De soort komt voor in het Australaziatisch gebied.